# Смоловой, Юрий Васильевич
Юрий Васильевич Смоловый (род. 9 апреля 1970 года) — российский ватерполист.

## Карьера
Выступал за команды ЦСК ВМФ (Москва), «Лукойл-Спартак» (Волгоград), «Синтез» (Казань). Чемпион России (1990—1992, 1997, 1999, 2003, 2004). Серебряный (1995, 1996, 1998, 2000—2002, 2005, 2008) и бронзовый (1994, 2007) призер чемпионатов России.
В 1994-97 годах выступал в составе сборной России. Победитель Игр Доброй воли (1994). Бронзовый призер чемпионата мира (1994). Бронзовый призер Кубка мира (1995). Бронзовый призер чемпионата Европы (1997).
Участвовал в Олимпиаде 1996 года.
Позже начал выступать за сборную Казахстана. В её составе участвовал в Олимпиадах 2000 и 2004 годах.
Победитель Азиатских Игр в составе сборной Казахстана.
Завершил спортивную карьеру в 2008 году. Тренер-преподаватель высшей категории. В 2018 году возглавил команду дублёров волгоградского «Спартака» и привёл её к победе в Высшей лиге.